# Tabanus factiosus
Tabanus factiosus är en tvåvingeart som beskrevs av Walker 1859. Tabanus factiosus ingår i släktet Tabanus och familjen bromsar. Inga underarter finns listade i Catalogue of Life.